# Dirk Kaesler
Dirk Kaesler est un sociologue allemand et professeur d'université, né le 19 octobre 1944 à Wiesbaden comme Dirk Käsler, depuis 1996 Kaesler.

## Biographie
Dirk Kaesler grandit à Munich. Après avoir été diplômé du lycée de Munich-Pasing (depuis 1965 lycée Max-Planck (de)), il étudie la sociologie et les sciences politiques à l'Université Louis-et-Maximilien de Munich et à la London School of Economics. En 1976, il obtient son doctorat en sociologie à Munich et y obtient son habilitation en 1983 en sociologie. De 1967 à 1972, il est boursier de la Studienstiftung des deutschen Volkes. De 1973 à 1978, il suit une formation d' officier de réserve à la 28e brigade blindée (de) de la Bundeswehr et est promu lieutenant de réserve en 1980. De 1972 à 1974, il est membre du conseil municipal (électeurs libres) de la commune de Kottgeisering, arrondissement de Fürstenfeldbruck. Dirk Kaesler dirige le club politique de l'Académie évangélique de Tutzing (de) de 1975 à 1977.
Après une période en tant que chercheur invité à l'Université de Chicago à l'automne 1981, il enseigne et fait des recherches en tant que professeur de sociologie générale à l'Université de Hambourg de 1984 à 1995, et de mars 1992 à mars 1994, il est doyen du Département de philosophie et de sciences sociales de l'Université de Hambourg. De 1995 jusqu'à sa retraite en 2009, il occupe la chaire de sociologie générale et de 2006 à 2008, il est doyen de la faculté des sciences sociales et de philosophie à l'Université de Marbourg. Au début du semestre d'hiver 2010/11, Markus Schroer (de) devient son successeur à la chaire de Marbourg.
À ce jour, Kaesler occupe des postes de professeur invité plus longs à l'université de Cologne, à l'université du Sud de la Floride à Saint-Pétersbourg, à l'université de l'Indiana à Bloomington, à l'École des hautes études en sciences sociales à Paris, à l'Université Humboldt de Berlin, à la Université Louis-et-Maximilien de Munich, l'Institut de recherche sociale de Hambourg (de), l'Université de Californie, Berkeley, l'Université de Graz et l'Université de Cambridge. Entre avril 2003 et avril 2005, il est écrivain en résidence à la Monacensia (de), les archives littéraires et la bibliothèque de la ville de Munich. La Société allemande de sociologie l'a élu à leur conseil pour les années 1999 à 2003, il est membre du conseil d'administration de la DGS de 2002 à 2005 et est réélu à leur conseil pour la période 2007 à 2015.
Dans le cadre de la DGS, Kaesler prend l'initiative de préparer et d'adopter un code d'éthique pour la sociologie allemande. Chargé de cette tâche par le président de l'époque, Wolfgang Zapf (de), Kaesler dirige une commission dans les années 1989-1992 à laquelle appartiennent les sociologues Christel Hopf (de), Siegfried Lamnek (de), Hansgünter Meyer (de) et Bernhard Schäfers (de). Depuis novembre 1992, un code de déontologie conjoint de la DGS et de l'Association professionnelle des sociologues allemands (de) est en vigueur.
Les domaines de recherche particulièrement connus de Kaesler sont l'histoire de la sociologie allemande et internationale, traitant de ses classiques et de ses œuvres majeures, et la recherche scientifique sur la vie, l'œuvre et l'impact du sociologue allemand Max Weber.
Kaesler se considère comme un défenseur du diplôme académiquement prouvé et professionnellement qualifiant en sociologie, qui doit être aboli en Allemagne dans le cadre du processus de Bologne au profit des diplômes de licence et de maîtrise. Au printemps 2007, au nom du conseil de la faculté, Kaesler fait appel devant les tribunaux administratifs de Hesse contre l'interruption du diplôme en sociologie à l'Université de Marbourg. Le tribunal administratif de Giessen et le tribunal administratif de Hesse (de) rejettent tous deux le procès et confirment le droit de la direction de l'université de Marbourg d'interrompre les cours menant à un diplôme - même contre la volonté déclarée des représentants des sujets. À partir du semestre d'hiver 2006/07, l'Université de Marbourg n'offre plus un cours de premier cycle en sociologie comme matière principale, mais plutôt des cours menant aux diplômes «Bachelor of Arts» en sciences sociales et «Master of Arts» en sociologie. C'est l'une des raisons pour lesquelles Kaesler demande sa libération prématurée de son poste de professeur d'université. Depuis le 29 novembre 2017, il existe un programme d'études distinct pour l'achèvement du "Bachelor of Arts" Sociologie, le programme d'études "Bachelor of Arts" Social Sciences expire au semestre d'été 2021.
Parmi ses élèves, on peut citer jusqu'à présent, pour la sociologie, Matthias Koenig (de) et Andreas Reckwitz.

## Travail
Dans ses travaux, Dirk Kaesler traite principalement de l'histoire de la sociologie, des théories de la sociologie, de la sociologie politique (révolutions, scandales politiques), de la sociologie des sciences (émergence de la sociologie académique), de l'éthique des sciences sociales, de la sociologie des religions et des recherches de Max Weber.
Depuis 1979, Kaesler publie également régulièrement dans la presse à partir de ses recherches scientifiques (notamment la Süddeutsche Zeitung, Der Spiegel, Die Welt, Der Stern, tageszeitung, Frankfurter Allgemeine Zeitung, Die Zeit, Die Woche (de), Frankfurter Rundschau) ; il publie des chroniques mensuelles régulières pour Max (de) (1994/1995), Oberhessische Presse (1997–2009) et depuis juillet 2009 pour le journal en ligne literaturkritik.de (de).
Depuis 2021, il s'adresse à un lectorat plus large, plus récemment avec le livre Schön deutsch. Eine Entdeckungsreise. (2021), co-écrit avec la journaliste Stefanie von Wietersheim.

## Honneurs
- 2014 : 1re place dans le livre spécialisé du mois (de) de mai 2014 pour le livre « Max Weber. Preuße, Denker, Muttersohn. Munich : CH Beck 2014. » (Jury Norddeutscher Rundfunk, Süddeutsche Zeitung, Buchjournal, Börsenblatt)
- 2018 : Membre à vie, Clare Hall[4], Cambridge, Royaume-Uni.

## Publications (sélection)

### monographies
- Mit Stefanie von Wietersheim: Schön deutsch. Eine Entdeckungsreise. 2. überarbeite Auflage, Verlag LiteraturWissenschaft.de, Marburg 2021,  (ISBN 978-3-936134-79-7).
- Über Max Weber. Beiträge in literaturkritik.de 2006-2020. Verlag LiteraturWissenschaft.de, Marburg an der Lahn 2020.  (ISBN 978-3-936134-75-9).
- Max Weber: Preuße, Denker, Muttersohn. Eine Biographie. Beck, München 2014.  (ISBN 978-3-406-66075-7).
- Max Weber. Eine Einführung in Leben, Werk und Wirkung. 4. aktualisierte Auflage, Campus-Verlag, New York/Frankfurt am Main 2014,  (ISBN 978-3-593-50114-7) (Erste Auflage 1995, Frz. Übers. 1996; Chinesische Übers. 2000; Italienische Übers. 2004; Polnische Übers. 2010).
- Max Weber. Beck, München 2011.  (ISBN 978-3-406-62249-6).
- Soziologie als Berufung. Bausteine einer selbstbewußten Soziologie. Westdeutscher Verlag, Opladen 1997,  (ISBN 978-3-531-13070-5).
- Der politische Skandal. Zur symbolischen und dramaturgischen Qualität von Politik. Zusammen mit Hans Peter Albers, Leonarda Castello, Carsten Germis, Peter-Jakob Kelting, Matthias Klupp, Sabine Redlin, Jochen Rimek, Franz-Josef Schmidt, Frank Smeddinck und Thomas Steiner, Westdeutscher Verlag, Opladen 1991,  (ISBN 3-531-12286-X).
- Soziologische Abenteuer. Earle Edward Eubank (de) besucht europäische Soziologen im Sommer 1934. Westdeutscher Verlag, Opladen 1985. (Italienische Übers. 1992)  (ISBN 978-3-531-11781-2).
  - Sociological Adventures. Earle Edward Eubank's Visits with European Sociologists. Transaction Publ., New Brunswick/London 1991,  (ISBN 0-88738-368-8).
- Die frühe deutsche Soziologie 1909 bis 1934 und ihre Entstehungs-Milieus. Eine wissenschaftssoziologische Untersuchung.Westdeutscher Verlag. Opladen 1984,  (ISBN 978-3-531-11709-6) (zugleich Habilitationsschrift, Universität München 1983).
- Einführung in das Studium Max Webers. Beck, München 1979,  (ISBN 3-406-04863-3) (Japan. Übers. 1981; Engl. Übers. 1988).
- Revolution und Veralltäglichung. Eine Theorie postrevolutionärer Prozesse. Nymphenburger Verlagshandlung, München 1977,  (ISBN 978-3-485-01844-9) (zugleich Dissertationsschrift, Universität München 1976).
- Wege in die soziologische Theorie. Nymphenburger Verlagshandlung, München 1974,  (ISBN 978-3-485-03069-4).

### rédactions
- Klassiker der Soziologie
  - Band I: Von Auguste Comte bis Alfred Schütz. 7., überarbeitete und aktualisierte Auflage. München: C.H.Beck 2020.  (ISBN 978-3-406-64297-5).
  - Band II: Von Talcott Parsons bis Anthony Giddens. 6., überarbeitete und aktualisierte Auflage. München: C.H.Beck, München 2020.  (ISBN 978-3-406-42089-4).
- Mit Ludgera Vogt: Hauptwerke der Soziologie (= Kröners Taschenausgabe (de). Band 396). 2., durchgesehene Auflage. Kröner, Stuttgart 2007,  (ISBN 978-3-520-39602-0).
- Max Weber. Schriften 1894–1922 (= Kröners Taschenausgabe. Band 233). Kröner, Stuttgart 2002,  (ISBN 3-520-23301-0).
- Max Weber. Die protestantische Ethik und der Geist des Kapitalismus. Vollständige Ausgabe, 4. Auflage, Beck, München 2013,  (ISBN 978-3-406-60200-9).
- Aktuelle Theorien der Soziologie. Von Shmuel N. Eisenstadt bis zur Postmoderne. Beck, München 2005,  (ISBN 3-406-52822-8).